# Pueblo Rico
Pueblo Rico est une municipalité située dans le département de Risaralda en Colombie.